# Стад-де-Франс — Сен-Дені (станція)
48°55′03″ пн. ш. 2°21′01″ сх. д. / 48.9175° пн. ш. 2.35028° сх. д.
Стад-де-Франс — Сен-Дені (фр. Stade de France - Saint-Denis) — залізнична станція на лінії Париж — Лілль, обслуговується маршрутом RER D. 
Розташована на території комуни Сен-Дені, департаменту Сена-Сен-Дені, регіону Іль-де-Франс. 
Зокрема, обслуговує діловий район Ленді та Стад-де-Франс.
Станція була відкрита в 1998 році, 
з нагоди Чемпіонату світу з футболу для обслуговування Стад-де-Франс. 

## Пересадки
- Карфур-Плеєль
- Сен-Дені — Плеєль
- Автобуси: RATP 139, 173, 353

## Операції
| Попередня станція      | Лінія | Лінія     | Лінія | Наступна станція               |
| ---------------------- | ----- | --------- | ----- | ------------------------------ |
| Сен-Дені до Крей       |       | RER RER D |       | Париж-Північний до Корбей-Есон |
| Сен-Дені до Гуссенвіль |       | RER RER D |       | Париж-Північний до Мелен       |